# The Mind Robber
The Mind Robber (El ladrón de mentes) es el segundo serial de la sexta temporada de la serie británica de ciencia ficción Doctor Who, emitido originalmente en cinco episodios semanales del 14 de septiembre al 12 de octubre de 1968. La historia se distingue por un extraño viaje a la pura fantasía, y por la primera aparición del Vacío, una zona fuera del espacio y el tiempo. Durante el rodaje, Frazer Hines contrajo la varicela, por lo que su papel de Jamie McCrimmon tuvo que asumirlo temporalmente Hamish Wilson, situación que se explicó dentro del guion como un cambio de rostro accidental provocado por el Doctor.

## Argumento
Al derrotar a los Dominadores en Dulkis, el Segundo Doctor provoca una erupción volcánica. Está en la TARDIS con sus acompañantes Jamie y Zoe, justo en el camino de la lava, que entierra la máquina del tiempo, y con el calor evapora el enlace de fluido. Esto obliga al Doctor a usar la unidad de emergencia para sacar del peligro a la TARDIS, expulsándola de la realidad misma. Aterrizan en un vacío en blanco y mientras el Doctor arregla la TARDIS, Jamie y Zoe se aventuran al exterior y se les enfrentan unos robots blancos. El Doctor les arrastra de vuelta al interior, pero cuando intentan volver a la realidad, la TARDIS explota y los viajeros son despedidos a la nada.
Acaban en un bosque donde los árboles parecen letras vistos desde arriba. El Doctor, tras resolver una serie de acertijos, encuentra a Jamie, pero por accidente le cambia el rostro. Pronto se reúnen con Zoe y se encuentran con Lemuel Gulliver, que les confunde con soldaditos de tamaño natural. Les lleva a los límites del bosque, donde un unicornio les embiste. Logran convertirlo en una estatua diciendo en voz alta que "no existe".
Siguen y alcanzan una casa, donde el Doctor devuelve a Jamie su cara normal. Descubren que la casa es la entrada a un laberinto. Allí, cuando se dejan a Jamie atrás, el Doctor y Zoe se encuentran con el Minotauro y Medusa, con quienes tratan de la misma forma que con el unicornio. Jamie, perseguido por un soldado, escala por una pared de roca con la ayuda del pelo de Rapunzel y entra en una ciudadela por una ventana, activando una alarma. Se esconde y encuentra a Gulliver, que no puede ver a los robots blancos que persiguen a Jamie.
El Doctor y Zoe salen del laberinto y se encuentran con el Karkus, un personaje de dibujos de la época de Zoe. El Doctor, accidentalmente, logra destruir el disentigrador antimolecular del Karkus diciendo que esa arma no existe, y el Karkus les ataca. Desafortunadamente, el Doctor no se puede zafar del Karkus, porque nunca había oído hablar del personaje antes y no puede decir con seguridad que el Karkus no es real. Zoe, sin embargo, le derrota con su habilidad en artes marciales, y este se alía con ellos. Les lleva a la ciudadela, donde encuentran a Jamie. Por accidente, Zoe vuelve a activar la alarma, pero el trío no se esconde, y en su lugar dejan que los robots les lleven a la sala de control principal.
Allí, conocen al Maestro, un escritor terrícola secuestrado que pasó por las mismas pruebas que ellos cuando él llegó por primera vez. Les explica que se está haciendo viejo y necesita que el Doctor le sustituya como fuente creativa de la Tierra de la Ficción. Mientras habla, Jamie y Zoe se escabullen en una zona de la biblioteca, donde encuentran a los robots blancos otra vez y se ven atrapados en un libro gigante. El Doctor rechaza la oferta del Maestro y sube por una claraboya.
El Maestro hipnotiza a Jamie y Zoe, y les ordena atrapar al Doctor, a quien conecta a su Cerebro. Los dos luchan, invocando a varios personajes de ficción para que luchen unos contra otros. El Doctor vence, liberando a Jamie y Zoe, que sobrecargan el cerebro del Maestro, provocando que los robots blancos se destruyan unos a otros. El Doctor desconecta al Maestro del Cerebro y todos se retiran a una esquina de la sala. Los robots blancos destruyen el Cerebro del Maestro, la TARDIS se reconstruye y todo vuelve a la normalidad.

### Continuidad
- El Maestro no es el mismo personaje Señor del Tiempo renegado conocido como El Amo (ambos en inglés The Master).
- Uno de los personajes de ficción con los que se encuentran es el minotauro, de la mitología griega. Variaciones de este mito se reutilizaron en el serial del Tercer Doctor The Time Monster y el del Cuarto Doctor The Horns of Nimon. Una criatura minotáurica (de una especie cercana a la de Nimon) aparece en la historia del Undécimo Doctor El complejo de Dios.
- En las dos ocasiones en que Jamie se convirtió en recortable, grita "creag an tuire". Frazer Hines dijo bromeando en los comentarios del DVD que en gaélico escocés esto significa "vodka y tónica". La frase se parece al lema del clan McClaren "Creag an tuirc" (algo así como "La roca del Jabalí").

## Producción
| Episodio          | Fecha de emisión         | Duración | Espectadores en millones | Estado en el archivo  |
| ----------------- | ------------------------ | -------- | ------------------------ | --------------------- |
| Episodio 1        | 14 de septiembre de 1968 | 21:27    | 6,6                      | Película de 16mm      |
| Episodio 2        | 21 de septiembre de 1968 | 21:39    | 6,5                      | Película de 16mm      |
| Episodio 3        | 28 de septiembre de 1968 | 19:29    | 7,2                      | Película de 16mm      |
| Episodio 4        | 5 de octubre de 1968     | 19:14    | 7,3                      | Película de 16mm      |
| Episodio 5        | 12 de octubre de 1968    | 18:00    | 6,7                      | Película de 16 y 35mm |
| [ 1 ] [ 2 ] [ 3 ] |                          |          |                          |                       |

Entre los títulos provisionales de esta historia se incluyen Man Power (El poder del hombre), Another World (Otro mundo) y The Fact of Fiction (La realidad de la ficción). The Mind Robber originalmente iba a tener cuatro episodios, pero el serial anterior, The Dominators, se redujo de seis a cinco episodios. Esto hizo que se escribiera un primer episodio extra para este serial, ya que tenían que usar el limitado presupuesto del episodio reemplazado. Este alargamiento de la historia también hizo que los cuatro primeros episodios solo duraran de 19 a 22 minutos, y el episodio 5 se convirtiera en el episodio regular más corto de la historia de Doctor Who, con apenas 18 minutos de duración.
Durante la producción, el actor Frazer Hines contrajo la varicela, y fue reemplazado por Hamish Wilson para los episodios 2 y 3. Esto también significó la escritura rápida de una escena para explicar el repentino cambio de apariencia de Jamie. 
El rodaje de exteriores del serial se hizo en junio de 1968 en Harrison's Rocks en Sussex y en el aeródromo de Kenley en Croydon. Otros fragmentos del rodaje se hicieron el mismo mes en los Ealing Studios, mientras que la grabación en estudio de los episodios uno y dos también se hizo en junio. La grabación de estudio de los episodios tres, cuatro y cinco se hizo en julio de 1968. Los robots blancos que se acercan a Jamie y Zoe en el vacío al exterior de la TARDIS habían sido reciclados de una serie de ciencia ficción anterior titulada Out of the Unknown.